# ユミナ戦記
『ユミナ戦記』（ユミナせんき）は吉岡平による日本のライトノベル。『ドラゴンマガジン』（富士見書房）にて1989年11月から1991年8月まで連載された後、富士見ファンタジア文庫（富士見書房）より単行本が全2巻刊行された。イラストは漫画家である藤島康介が春巻秋水のペンネームで担当している。
異世界「由弥那」（ユミナ）に召喚されてしまった平凡な高校生・成宮晟（なるみや あきら）の戦いを描いている。

## ストーリー
ごく平凡に日常を送っていた学生、成宮晟は突然古代の日本を思わせる異世界由弥那に、高名な戦士である武智彦（むちひこ）として召喚されてしまう。そこは糜族（びぞく）と呼ばれる異形の軍団とその長、蛇比古（へびひこ）によって脅かされている戦乱の世界であり、武智彦に容姿が似ているだけでなんの力も持たない青年晟は数多の苦難に晒されながらも、由弥那とそこで暮らす人々を守るために戦いに身を投じていく･･･

## 登場人物

### 由弥那の村
成宮晟（なるみや あきら）
日本でごく平凡な学生生活を送っていた17歳の青年。突然、由弥那に召喚されてしまい、戸惑いながらも糜族の暴挙を目の当たりにしたことで闇の軍勢と戦う道を選択する。臆病で争い事を好まない穏やかで優しい性格だが、苦しむ人を見過ごせない正義感を持っている。日本では荒事に無縁だったが、徐々に力を付けて闇の軍勢の侵略に立ち向かっていく。奥手ながら女性には移り気であり作中では様々な女性に心惹かれていて、多くの人間に「女好きは武智彦と変わらない」と揶揄されていた。
姫芽奈（ひめな）
村で巫女の役割を果たしている少女。かつて異世界に流された武智彦を召喚しようとして晟を召喚してしまう。礼儀正しく優しい性格だが戦いの腕も立ち、敵の侵攻に対しては自ら刃を振るい立ち向かう。武智彦とは幼馴染であり、力を持って変わってしまった彼の姿に心を痛めていた。当初は晟に武智彦の姿を重ねていたが、行動を共にしているうちに徐々に晟に心を惹かれていく。
丈流（たける）
小兵だが筋骨逞しい熊襲族（くまそぞく）の老人。「絡み」と呼ばれる格闘技の達人であり剣での戦いでは無類の強さを誇る。糜族の侵攻により熊襲族が自分を除いて滅亡してからは各地を放浪していたが、晟が未熟ながら強くなろうと努力する姿を見て心を動かされ彼の戦闘指導を行うようになる。
茅馬（かやめ）
武智彦、姫芽奈の幼馴染の青年。村の青年達の中で何かと音頭を取ろうとするが、それほど信望を集めてるというわけではない模様。当初は晟に対して否定的な態度であったが根はお人よしでお調子者の好青年であり、晟が武智彦とは別人と考えるようになってからは良き仲間となっていく。
魚栖（いおす）
ケヌブン族の青年。小さな体からは想像もつかないほど気が強く、敏捷さと器用さを生かした体術で人間相手にも引けをとらない戦闘力を持つ。盗みで生計を立てているが義理堅く義侠心に富み、妹の娃鳥を何よりも大切にしている。警戒心が強く人間には気を許さないが、妹を救われたことにより晟とは信頼関係で結ばれる。
娃鳥（あとり）
魚栖の妹にあたるケヌブン族の少女。可愛らしい容姿で素直な性格だが、やや御転婆で行動的な部分もあり魚栖を度々心配させる。晟に命を救われてからはすっかり懐いて彼の懐が指定席となる。
魔拿飢（まなき）
土蜘蛛（つちぐも）の青年。強力な呪術の使い手であり、かつては武智彦、蛇比古と比肩されるほどであった。早い段階で隠遁してからは蛇比古打倒のため呪術の研究に没頭していたがふとした事で晟と巡りあり、その誘いに乗って再び戦いの場にその身を投じる事になる。
沙由羅（さゆら）
晟が由弥那に召還される時に彼に語りかけてきた少女であり、元の世界での憧れの少女と酷似した外見を持つ。由弥那の源の力である太陽そのものを司る日巫女（ひみこ）であり、その力を奪わんとする蛇比古に囚われ天岩戸（あまのいわと）に幽閉されている。
倭仁王丸（わにおうまる）
かつて武智彦が鷹匠として訓練していた鷹。武智彦がいなくなってからは野生化していたが娃鳥を捕らえた所を晟に見つかり以後、晟を主人として認める。
武智彦（むちひこ）
由弥那で一番の力を持つ戦士として讃えられていた男。蛇比古と由弥那の覇権をめぐり戦い続けていたが、力を封じられて異世界に流されてしまう。外見は晟と瓜二つであり、彼として由弥那に召喚された事で晟の冒険が始まる。その戦士としての力は誰からも認められているが、同時に情けを持たぬ暴君として恐れられており、女性関係にもだらしなく晟の冒険に多くの影を落とす事になる。
常径（とこじ）
姫芽奈の父で村の長老を務める占師。召喚された晟が最初に声を交わした由弥那の人間。武智彦の育ての親でもある。
奈逗奈（なずな）
姫芽奈の母。晟の食事などの身の回りの世話を行う。
穂比人（ほひと）
姫芽奈の兄。優れた戦士であり、攻め寄せてきた蛇比古に挑んだがあえなく戦死する。

### 麻の国
須禰彦（すねひこ）
由弥那の北の端にある麻（ま）の国の若き王で武智彦の実の父親。数多ある映しの世界から周期的に押し寄せてくる闇の勢力との戦いでの総大将となったが戦いの目前に病死する。
瑞穂媛（みずほひめ）
須禰彦の妻で武智彦の実の母。夫亡き後神託に従って由弥那の人々を率いて闇の勢力と戦い、勝利に導くが流れ矢の傷が元で武智彦を産み落として息を引き取る。

### 床与国
扶砂媛（ふさひめ）
海底の国、床与国（とこよのくに）の巫女であり指導者。瑞穂媛の双子の妹であり武智彦の叔母にあたるが、武智彦が起こした事件をきっかけに不倶戴天の敵となる。武智彦に対しては激しい敵意を持つが普段は穏やかで優しい女性であり、武智彦とは違うと判ってからは晟の支持者となる。
静耶（しずや）
床与国の若き巫女。床与国を照らす宝玉を管理する役割を持っていたが、武智彦に言葉巧みに言い寄られて宝玉を奪われてしまい、精神状態が不安定になってしまう。大人しく従順な性格だが、これと決めたら譲らない芯の強い部分も持ち合わせている。

### 糜族
蛇比古（へびひこ）
由弥那を滅びに導かんとする糜族の長。巨躯に青白い肌の異形の存在であり、武智彦とは長らく由弥那の覇権を競って争い続けている。性質は残忍でその戦いぶりには容赦がなく闇の軍勢と手を結んで熊襲族や多くの村を滅ぼしてきた。一方、弱者に対しては寛大というか無関心な部分があり、晟を弱者と見なしてからはその行動を放置し続けていたが、力を付け始めてからは度々襲撃を仕掛けてくる。

### その他
逸孚音（はやふね）
髭面に鍛え上げられた体躯を持つ、千浦（ちうら）の逸孚音と呼ばれる海賊。かつて武智彦とは敵対関係にあった。夙丸（しゅくまる）と名付けた軍船（いくさぶね）を駆って蛇比古を倒し、由弥那の覇権を奪う野心を抱いている。
鰐二（わにじ）
逸孚音の忠実な参謀を務める老人。様々な知識を持ち、失われた技術（あやかしのちから）などにも精通し逸孚音を補佐する。
夷做（いさく）
人知れぬ山奥に住んでいる土蜘蛛の老人。その強力な呪術で蛭子（ひるこ）と呼ばれる化け物を大量に使役している。

## 登場する兵器
崑崙（こんろん）
由弥那の失われた技術によって作られた埴輪兵と呼ばれる機動兵器。全高はおよそ10ｍ程度で外見は武装男子立像埴輪を思わせる形状をしている。その巨躯に似合わず飛行が可能であり、その手にした剣からは雷（いかづち）と呼ばれる閃光を放つ事で海原を埋め尽くす軍船を一撃で消滅させたと言われる。強力な兵器だが、すでにそのほとんどが破壊され完全な形で残っていたのは一体のみだった模様。
玄武（げんぶ）
糜族が崑崙を模して作り上げた操機兵。外見は遮光器土偶を醜悪にアレンジしたような容貌で崑崙同様、飛行が可能。目に当たる部分から強力な衝撃を伴う閃光を放つ事で攻撃する。機体の前面にはバリアにも似た不可視の防御障壁を展開していて並の攻撃では本体に届く事すらない。主に二体一組で行動する模様。
夙丸（しゅくまる）
逸孚音が鰐二の知識を用いて建造した軍船。崑崙の部品を流用する事で飛行を可能とし、崑崙の雷には及ばないものの小島一つを消し飛ばすほどの威力を持つ大砲を装備しているが、強襲してきた玄武の防御障壁を破る事ができず、怪光線によって撃沈されてしまう。

## 用語

### 世界観
由弥那（ゆみな）
晟が召喚された弥生時代の日本を思わせる風習、文明を持った異世界。数多存在する異世界の中心に当たる世界であり、他の世界は晟のいた世界を含めて映し（うつし）と呼び、由弥那の姿が少しずつ歪めて映し出された世界（＝パラレルワールド）と解釈されている。世界の中には位相的に近しいものも存在し、その中でも邪悪な物を闇（やみ）と呼んでいる。
闇の勢力
由弥那の写しの中でも邪悪で滅びをもたらすものがこう呼ばれ、周期的に由弥那を滅ぼすために侵攻してくる。その姿や有り様は人型であったり混沌であったりと様々であり、特定の存在ではない模様。蛇比古率いる糜族はこれらと手を結んで由弥那の覇権を握り、滅ぼそうとしている。

### 種族
人間
最も数の多い種族。由弥那の古い伝承によると、かつて創造主であった神から熊襲が力を、土蜘蛛が知恵を授かった後、力と知恵を出し抜ける策を授かる事を求めたと伝えられている。
熊襲（くまそ）
ずんぐりとして筋骨たくましい体型の種族。創造主からは力を授かったとされ、戦士としての能力はどの種族にも勝るが泳ぎは苦手で本能的に水を恐れる。寿命も長く百年以上は生きるが百以上の歳を数えることは無く、百歳を越えた後の人生はおまけとして好きに生きていいという風習がある。かつては人口も少なくなかったが蛇比古の襲撃によって一人を残して全滅してしまう。
土蜘蛛（つちぐも）
土気色の肌に痩せ細った体型の長身の種族。創造主から知恵を授かったとされ呪術に高い適正を持つ。強力な術を駆使し山津波を起こしたり幻の雷で敵を焼き払ったり、高度の術者になれば海を割る事も可能。術の研鑽に没頭する性質ゆえ出生率は低く、徐々にその数を減らしている。
ケヌブン
身長30cm程度の小柄な種族。創造主が力、知恵、策をそれぞれ熊襲、土蜘蛛、人間に与えた後、残った物を全部受け取ったとされ、小柄ながら敏捷で器用で勇敢であり並の人間よりも腕っ節は強い。多くの人間からは負けず嫌いの皮肉屋で生まれながらの盗賊と認知されているが、気を許した相手には義理堅く情に厚い性質を持つ。
糜族
見た目は人間に近いが爬虫類のような縦長の瞳を持ち尾を生やしている。創造主に作り出されたとされる4種族とは別の種であり、蛇比古に率いられて他の種族を襲撃する。

## 既刊一覧
- 吉岡平（著）・春巻秋水（イラスト） 『ユミナ戦記』 富士見書房〈富士見ファンタジア文庫〉、全2巻
  1. 1991年6月20日発売[1]、ISBN 4829123974
  2. 1992年2月17日発売[2]、ISBN 4829124296